# Dives (Oise)
Dives ist eine französische Gemeinde mit 376 Einwohnern (Stand 1. Januar 2022) im Département Oise in der Region Hauts-de-France. Sie gehört zum Arrondissement  Compiègne und zum Kanton Thourotte. Der Ort liegt am Flüsschen Divette.

## Bevölkerungsentwicklung
| Jahr      | 1962 | 1968 | 1975 | 1982 | 1990 | 1999 | 2007 |
| Einwohner | 235  | 193  | 195  | 232  | 287  | 327  | 323  |